# James Logan (Schauspieler)
James Logan (* 27. Oktober 1970 in Dallas) ist ein US-amerikanischer Schauspieler und Stuntman.
Logan arbeitet seit über 25 Jahren professionell in Film und Fernsehen. James arbeitet sowohl als Schauspieler, sowie auch als Stuntman, aber war schon immer gerne Regisseur. James schrieb und führte kürzlich Regie bei seinem ersten Horrorfilm Undying.
Zuletzt spielte Logan in dem Film In the Penitent Thief, einen richtungsweisenden Bauarbeiter. Besonders bekannt wurde er durch die Filme The Mechanic, Painkillers und Birthday Cake, sowie die Serien Navy CIS und S.W.A.T. Sein schauspielerische Schaffen umfasst rund 80 Film- und Fernsehproduktionen, als Stuntman war er an mehr als 100 Produktionen beteiligt.

## Filmografie (Auswahl)
Nennung von einigen Filmen und Fernsehsendungen:

### Serien
- 1993: Beverly Hills, 90210
- 2011: Supah Ninjas
- 2014: Justified
- 2016: K.C. Undercover
- 2018: Seattle Firefighters – Die jungen Helden

### Filme
- 2010: The Mechanic
- 2011: Cross – Das Ende ist nah
- 2013: Ride Along
- 2016: Rage – Tage der Vergeltung
- 2020: Greenland